# Miguel Fenelon Câmara Filho
Dom Miguel Fenelon Câmara Filho (Quixeramobim, 4 de abril de 1925 - Teresina, 28 de junho de 2018). Foi arcebispo emérito de Teresina.Morreu em Teresina, no hospital particular HTI, zona Sul da capital, depois de 23 dias de internação em decorrência de uma pneumonia.

## Biografia
Nasceu em Quixeramobim, município localizado na região central do Ceará, o quarto dos oito filhos de Miguel Fenelon Câmara, o primeiro tabelião daquele município, e de Teresa Heloísa Saraiva Leão. São seus irmãos mais velhos o coronel do Exército José Aurélio Saraiva Câmara e José Homero Saraiva Câmara, figura política de Quixeramobim, e seu irmão mais novo é o historiador Fernando Câmara.
Ingressou no Seminário da Prainha, em Fortaleza, e recebeu sua ordenação de Dom Aureliano Matos, bispo de Limoeiro do Norte, em 8 de dezembro de 1948, em virtude de o arcebispo D. Lustosa encontrar-se enfermo. Cantou sua primeira missa no dia seguinte, em Fortaleza, na capela do Convento das Irmãs Missionárias de Jesus Crucificado.
Sua primeira função foi como cura substituto da Sé de Fortaleza, então funcionando da Igreja do Rosário, nomeado posteriormente vigário das paróquias de Itapebuçu, em Maranguape, e de Guanacés, em Cascavel. Transferido de volta para Fortaleza, passou a fazer parte do grupo de professores do Seminário da Prainha, até 1957, quando viajou para Roma, onde se formou em Ciências Sociais pela Pontifícia Universidade Gregoriana. Retornando ao Brasil, reassumiu seu cargo de professor no Seminário da Prainha.
No episcopado de D. José de Medeiros Delgado, foi designado secretário-geral da CNBB (Regional Nordeste) e posteriormente vigário episcopal para as religiosas do Ceará. Foi eleito pelo clero secular e regular da arquidiocese de Fortaleza para o cargo de coordernador-geral da mesma. Em 1970, foi designado pelo papa Paulo VI bispo auxiliar de Fortaleza. Sua sagração episcopal ocorreu em 19 de março daquele ano, na Catedral de Fortaleza, oficiada pelo então primaz do Brasil, D. Eugênio Sales, com a participação de quinze bispos, entre os quais os arcebispos de Fortaleza, de Teresina, de São Luís e de Belém.
Em 1974, foi transferido para Maceió, como bispo coadjutor de D. Adelmo, a quem veio a substituir, regendo a arquidiocese alagoana no período de 1976 a 1984.
Dom Miguel realizou a Décima Assembleia Arquidiocesana e elaboração de cinco planos pastorais; implantação do ensino religioso nas escolas públicas da rede estadual; fortalecimento do movimento do Natal em Família; criação de inúmeros centros comunitários; incentivo à pastoral das favelas; instauração, em nível arquidiocesano, da pastoral da Criança; criação da Associação de Proteção e Assistência Carcerária (APAC); realização do Ano Missionário, em 1983; implantação do Seminário Maior, com a reabertura dos cursos de Filosofia e Teologia; e construção do prédio para os estudantes do filosofado e teologado do Seminário D'Assunção.
Preocupou-se com o crescimento demográfico e espacial da cidade de Maceió, com o conseqüente redimensionamento da Pastoral Urbana. Por isso, no seu incansável trabalho em favor do Povo de Deus, Dom Miguel erigiu 13 paróquias (nove na capital e quatro no interior). Trouxe muitas congregações femininas à Igreja particular de Maceió. No ano de 1984, após um profícuo pastoreio à frente desta Igreja, Dom Miguel Câmara foi transferido para a Arquidiocese de Teresina, no Piauí, substituindo a D. José Freire Falcão, o qual fora transferido para Brasília. Esteve à frente daquela arquidiocese até 21 de fevereiro de 2001, quando teve que renunciar devido à sua idade superior a 75 anos.
Dom Miguel Fenelon Câmara Filho foi o ordenante principal das ordenações episcopais de:
Dom Fernando Panico, MSC (1993);
Dom José González Alonso (1995);
Dom Alfredo Schäffler (2000).
Fo também co-ordenante das ordenações episcopais de:
Dom Paulo Eduardo Andrade Ponte (1971);
Dom Afonso de Oliveira Lima, SDS (1972);
Dom Gerardo de Andrade Ponte (1975);
Dom Hildebrando Mendes Costa (1981);
Dom Jorge Tobias de Freitas (1981);
Dom Serafino Faustino Sepreafico, OFMCap (1987);
Dom Henrique Johannpoetter, OFM (1989).

## Falecimento
Faleceu, em Teresina, em 29 de julho de 2018 e o Estado do Piauí e no Município de Teresina foram decretados três dias de luto oficial.